# Pallavolo per sordi
La pallavolo per sordi è una disciplina sportiva paralimpica e silenziosa.

## Pallavolisti sordi

### Italia
In Italia le pallavoliste italiane che hanno vinto la medaglia d'argento alle Olimpiadi per sordi nel 2017 sono la capitana Ilaria Galbusera, Simona Brandani, Claudia Gennaro; l'allenatrice della Nazionale di pallavolo femminile sorde dell'Italia Alessandra Campedelli.
Nel 2017 la Gazzetta dello Sport ha assegnato il Gazzetta Sports Awards alla nazionale femminile come miglior squadra paraolimpica
Nel 2019 la nazionale di pallavolo femminile sorde ha avuto il riconoscimento di Miglior Squadra Femminile agli Italian Paralympic Awards

## Regole
Le regole sono simili a quelle previste negli statuti delle rispettive organizzazioni come la Federazione Italiana Pallavolo, il Deaf International Volleyball Federation e la Federazione Sport Sordi Italia. Ci sono alcune differenze come l'uso delle bandiere colorate al posto del fischietto (per gli arbitri) ed il divieto per i giocatori di usare protesi acustiche o l'impianto cocleare nei campi durante le partite.

## Campionati

### Campionati europei

#### Femminili
- 2018: Nazionale di pallavolo femminile sorde dell'Italia